# Домненко Григорій Степанович
Григорій Степанович Домне́нко (нар. 5 вересня 1922, Ковалі — пом. 15 жовтня 1976, Ворошиловград) — український радянський художник; член Спілки радянських художників України з 1964 року. Чоловік художниці Маргарити Толоконникової, батько художниці Галини і скульпторки Катерини Домненків.

## Біографія
Народився 5 вересня 1922 року в селі Ковалях (за іншими даними в Олександринках) Полтавської губернії (нині Лубенський район Полтавської області, Україна). 1950 року закінчив Ворошиловградське художнє училище; у 1950—1956 роках навчався у Харківському художньому інституті (викладачі Микола Шелюто, Таїсія Афоніна, Борис Косарєв, Дмитро Овчаренко). Дипломна робота — ескізи декорацій і костюмів до інсценіровки роману «Заколот» Дмитра Фурманова (керівник Дмитро Овчаренко).
Впродовж 1956—1960 років викладав у Алма-Атинському художньому училищі; з 1961 року — на Луганському художньо-виробничому комбінаті: з 1973 року — голова художньої ради. Жив у Ворошиловграді в будинку на кварталі Шевченка № 35, квартира № 35. Помер у Ворошиловграді 15 жовтня 1976 року.

## Творчість
Працював в галузі станкового живопису, станкової графіки та театрально-декораційного мистецтва. Автор жанрових сцен, колективних портретів, пейзажів, натюрмортів. Працював в техніці олійного живопису, ліногравюри, монотипії, пастелі, акварелі, рисунка, стінного розпису, мозаїки. Серед робіт:
живопис
- «Михайло Коцюбинський виступає на відкритті пам'ятника Івану Котляревському у Полтаві 1903 року» (1950);
- «Михайло Щепкін у Івана Котляревського в Полтаві» (1951);
- «Передача досвіду» (1951);
- «Кращий будівельник Соколово-Сорбайського комбінату» (1957);
- «Звільнення політв'язнів із в'язниці» (1957);
- «Портрет старшої доярки колгоспу „Гігант“ Б. Жакеєвої» (1958—1959);
- «Портрет професора геліотехнки В. П. Бухмана» (1960);
- «Хіміки» (1965);
- «У Володимира леніна» (1966—1967);
- «Зимка» (1968);
- «Озеро Іссик-Куль (Маки)» (1968);
- «Портрет Героя Соціалістичної Праці М. Т. Коротуна» (1969);
- «Володимир Ленін і селяни» (1970);
- «Жовтень» (1970);
- «Цвинтар взимку» (1971);
- «Зима» (1971);
- «Літо» (1971);
- «Синя весна» (1972);
- «Автопортрет» (1974);

графіка
- «Дівчина з книгою» (1958, м'який лак);
- «Україно, моя Україно» (1964);
- «Сінокіс» (1969, монотипія);
- «Портрет доярки Н. П. Подколзіної» (1969, монотипія);
- серія «Ленін–100» (1970).

На шевченківські теми створив:
картини
- «Пани горять» (1961, за мотивами поеми «Гайдамаки»; у співавторстві з Георгієм Хаджиновим);
- «Караюсь, мучуся…, але не каюсь…» (1961, за мотивами вірша);
- «У неволі» (Тарас Шевченко у засланні, 1961; 1963);
- «Пісня (Повернення Тараса Шевченка із заслання)» (1964);
- «Шевченко серед селян» (1966);
- «Тарас Шевченко і Володимир Даль» (1971);

графіка
- серія «Земля, якою ходив Тарас»: «Перебендя», «В Моринцях», «Чигирин. Богдан-гора», «Тарас Шевченко у Чернігові», «Стоїть в селі Суботові», (1961—1964, всі — офорт, остання також акварель);
- «На могилі Тараса» (1963, ліногравюра);
- «Любіть Україну» (1964, ліногравюра);
- «Малий Тарас із чумаками» (1964, монотипія);
- «Річка Псьол у Сорочинцях, де бував Тарас Шевченко» (1964);
- серія ліноритів «І мертвим, і живим, і ненародженим землякам моїм…» (1964).

Оформив
- вистави:
  - «Заколот» за Дмитром Фурмановим;
  - «Гроза» Олександра Островського;
  - «Назар Стодоля» Тараса Шевченка;
- балет «Червоний мак» Рейнгольда Ґлієра.

Брав участь у виставках з 1951 року, всеукраїнських — з 1957 року. Персональна виставка відбулася у Донецьку у 1974 році.
Роботи зберігаються у Луганському, Донецькому, Харківському, Полтавському художніх музеях, Полтавському літературно-меморіальному музеї Івана Котляревського.